# Noctua albocostata
Noctua albocostata är en fjärilsart som beskrevs av Heydemann 1938. Noctua albocostata ingår i släktet Noctua och familjen nattflyn. Inga underarter finns listade i Catalogue of Life.